# 翰栗
翰栗（한율 단군，前2047年—前1993年）是逹門檀君的长子，桓檀古記中记载的檀君朝鲜第七代君王
桓檀古記中记载七世檀君翰栗在位五十四年，但是关于其五十多年的执政期间，只有一句话被提及。
甲寅元年（紀元287年） 丁未五十四年（紀元340年）帝崩于西翰立